# J. W. Childs Associates
JW Childs Associates LP (JWC ) és una empresa de capital privat nord-americana centrada en transaccions de compra palanca i recapitalització per a empreses de creixement del mercat mitjà . JWC posa especial èmfasi en productes de consum, assistència sanitària i empreses minoristes especialitzades.
L'empresa té la seu a Waltham, Massachusetts, i va ser fundada el 1995 per l'inversor de compravenda John W. Childs, que abans havia estat el soci número dos de la firma de capital privat de gran capitalització de Boston Thomas H. Lee Partners .

## Història
L'empresa va ser fundada l'any 1995 per l'inversor de compra-palanca John W. Childs després d'una separació de Thomas H. Lee . Abans de fundar JW Childs Associates, entre 1987 i 1995 Childs havia estat director general i posteriorment director general sènior de Thomas H. Lee Partners (THL). Mentre estava a THL, Childs havia ajudat a negociar les compres de Snapple Beverages i Ghirardelli Chocolate Company, juntament amb altres de les inversions més grans de la firma. Des de 1971 fins a 1987, Childs havia ocupat diversos càrrecs d'inversió a la Prudential Insurance Company of America 
JW Childs va completar una sèrie de grans adquisicions palanquejades, incloent les adquisicions de diverses empreses, entre les més importants cal citar Nutrasweet, Chevy's, Empire Kosher, Equinox Fitness, South Beach Beverage Company i Edison Schools.
A part d'això, l'empresa ha recaptat aproximadament 3.100 milions de dòlars en compromisos d'inversors en tres fons de capital privat :
- W Childs Equity Partners (1995): 352 milions de dòlars
- JW Childs Equity Partners II (1998) - 983 milions de dòlars
- JW Childs Equity Partners III (2002) - 1.750 milions de dòlars
- JW Childs Equity Partners IV: captació de fons fallida el 2007 (objectiu de 2.500 milions de dòlars)

L'empresa va començar amb "premàrqueting" del seu quart fons de capital privat a principis de 2006, amb una objectiu de 2.500 milions de dòlars. Tanmateix, a mitjans de 2007, JW Childs va decidir ajornar el procés de recaptació de fons perquè els inversors institucionals estaven demostrant ser menys receptius a l'oferta del que s'havia esperat. El rendiment de dos dels fons anteriors de l'empresa va ser inferior a la mitjana dels anys respectius i molts professionals de la inversió van renunciar a l'empresa. A més a més, l'entorn de captació de fons per a les empreses de capital privat es va fer cada cop més difícil amb l'inici de la crisi creditícia del 2007-2008.
El març de 2008, després de la fallida recaptació de fons per a JW Childs Equity Partners IV, JWC es va registrar a la Securities and Exchange Commission per a una OPI de 200 milions de dòlars de JW Childs Acquisition I Corp., una empresa d'adquisició amb finalitats especials (SPAC) que cotitza en borsa. Diversos professionals de la compra "caiguda" han anat darrera de SPAC (sobretot Thomas O. Hicks, abans de Hicks Muse Tate &amp; Furst ) per recaptar capital quan el mercat institucional corrent no és receptiu.